# Arfeuillea arborescens
Arfeuillea arborescens là một loài thực vật có hoa trong họ Bồ hòn. Loài này được Pierre ex Radlk. mô tả khoa học đầu tiên năm 1895.